# HD 187085 b
HD 187085 b es un planeta extrasolar situado en la constelación de Sagitario, descubierto en 2006 por Geoffrey Marcy y su equipo. HD 187085 b tiene una órbita muy excéntrica. La interpretación de los datos dio una excentricidad de 0,47. Utilizando un programa informático de estadística, otro equipo reinterpretó los mismos datos y obtuvo una excentricidad de 0,33.